# Медресе Икромходжи
Медресе Икромходжи (узб. Ikromxoja madrasasi) — утраченное здание медресе в Бухарской области (Узбекистан), воздвигнутое в 1898 году веке, в эпоху правления бухарского правителя Сеид Абдулахад-хана.

## История
Медресе Икромходжи было построено в 1898 году на улице Икромходжа, во времена правления бухарского правителя Сеид Абдулахад-хана.
Специалист по бухарской архитектуре Абдусаттор Джуманазаров, изучив несколько вакфных документов, собрал сведения о функционировании медресе. В частности, медресе было построено из сырцового кирпича, дерева и ганча. Медресе делилось на четыре комнаты и один общий зал для занятий. На западе, медресе примыкало к дому Мирзаходжи, кладбищу и дому Шарофатой, на севере примыкало к дому Идрисходжи, на востоке и юге выходило на мечеть. Помимо этого дома, Икромходжа подарил в качестве вакфа медресе два магазина и двухэтажное здание с четырьмя комнатами на улице Азизон, а также 14 танобами (единица измерения земли в Центральной Азии) земли на севере от Бухары.
Икромходжа после дарения имущества в вакф стал мутавалли (управляющий имуществом вакф) медресе, а после смерти эту обязанность выполняли его потомки. В медресе Икромходжи обучалось девять студентов. Медресе было построено в среднеазиатском архитектурном стиле.
Медресе Икромходжи было простым мусульманским религиозно-просветительским учебным заведение. Выполняло функцию средней общеобразовательной школы и мусульманской духовной семинарии. Однако отличалось от большинства традиционных медресе того времени, так как располагалось в бывшем простом жилом доме.